# W・W・ジェイコブズ

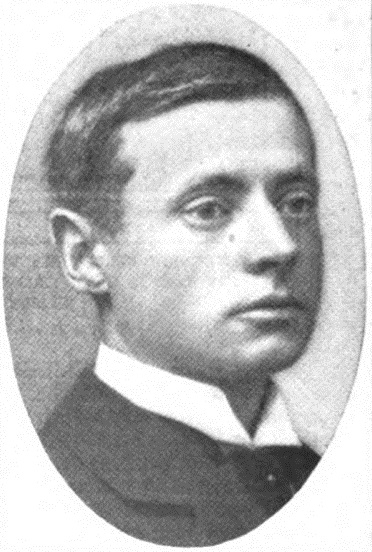
W・W・ジェイコブズ

W・W・ジェイコブズ （William Wymark Jacobs, 1863年9月8日 - 1943年9月1日）はイギリスの小説家。短編怪奇小説の「猿の手」や「徴税所」が有名だが、彼の大部分の作品は海に題材をとったむしろユーモラスなものである。

## 生涯
ジェイコブズはロンドンのワッピングで生まれた。父はロウワー・ウェスト・スミスフィールドにあるサウス・デヴォン埠頭の埠頭監督だった。ロンドンの私立学校と、今ではロンドン大学に編入されているバークベック・コレッジで学び、1879年に郵便貯金局の職員となった。
遅くとも1885年までには最初の短編作品を発表している。花が咲くのは比較的遅かったが、1896年に出版した短編集 Many Cargo が人気を博し、翌1897年に長編 The Skipper's Wooing を、1898年には短編集 Sea Urchins を続けざまに発表してその人気を不動のものにした。Many Cargos 以前に書かれたものから Sea Urchins までの一連の作品はジェローム・K・ジェロームのアイドラー誌に掲載され、1898年10月からはストランド・マガジンと契約し、同社から出版された。
1899年に郵便貯金局を退職、1900年に結婚（妻は熱心な婦人参政権論者だった）後、エセックス州ロートンに2軒の家を持った。場所は1軒がパークヒル、もう1軒がゴールディングヒルである。ゴールディングヒルには後に彼のブルー・プラークが設置された。ジェイコブズはロートンを愛し、この地をモデルにした街をいくつかの短編に登場させた。
ジェイコブズの他の作品には Captains All 、 Sailors' Knots 、 Night Watches などがある。ワッピング波止場の夜警の冒険譚である Night Watches において、ジェイコブズはロンドンのイースト・エンドの下品とされる言葉遣いをセンスよく作品に取り入れてみせた。P・G・ウッドハウスは自叙伝 Bring on the Girls（1954年、ガイ・ボルトン（en:Guy Bolton）と共著）の中でジェイコブズのその技量に感銘を受けたことを書き残している。
第一次世界大戦前後からジェイコブズの小説の創作ペースは落ち、その後は自分の作品の舞台化と演出に精力をかたむけた。1899年にロンドンで初演されたジェイコブズの最初の舞台作品 The Ghost of Jerry Bundler は、1902年にはリバイバル公演を遂げ、1908年になってようやく出版された。
彼は1943年に自身で最期の地にと望んだ場所であるロンドンのイズリントン地区のホーンジー・レインで死去した。

## 著作リスト
- Many Cargoes (1896)
- The Skipper's Wooing (1897)
- Sea Urchins (1898) /aka More Cargoes (US) (1898)
- A Master of Craft (1900)
- The Monkey's Paw" (1902)「猿の手」
- Light Freights (1901)
- At Sunwich Port (1902)
- The Lady of the Barge (1902) 「徴税所」を収録。
- Odd Craft (1903)
- Dialstone Lane (1902)
- Captain's All (1905)
- Short Cruises (1907)
- Salthaven (1908)
- Sailor's Knots (1909)
- Ship's Company (1911)
- Night Watches (1914)
- The Castaways (1916)
- Deep Waters (1919)
- Sea Whispers (1926)